# 卢永华 (外交官)
卢永华（1946年9月22日—），山东人，中华人民共和国政治人物、外交官。
2000年，接替刘昌业，担任中华人民共和国驻奥地利大使。2007年，由吴恳接任。